# Mystacophorus
Mystacophorus is een kevergeslacht uit de familie van de boktorren (Cerambycidae). De wetenschappelijke naam van het geslacht werd voor het eerst geldig gepubliceerd in 1891 door Duvivier.

## Soorten
Mystacophorus is monotypisch en omvat slechts de volgende soort:
- Mystacophorus mystax Duvivier, 1891